# マージョリー・アレン (アレン・オブ・ハートウッド男爵夫人)
マージョリー・アレン、アレン・オブ・ハートウッド卿夫人（英語: Marjory Allen, Lady Allen of Hurtwood, 1897年5月10日 - 1976年4月11日）は、
イギリスケントのベクスリーヒース出身の造園家・ランドスケープ・アーキテクト、児童福祉活動家である。いとこにエリック・ギル、コリン・ギルがいる。
1921年に政治家のクリフォード・アレンと結婚、ともに福祉活動に従事した。1944年、施設児童の生活を告発したキャンペーンを行った後、1948年に児童憲章を実現。その後、イギリスおよび世界に冒険遊び場を広めた第一人者として知られている。
イギリス造園学会副会長、イギリス保育学校協会副会長（1942年 - 1948年）・会長 （1948年 - 1951年）、幼児教育世界機構OMEP:初代会長（1945年 - 1949年）、ロンドン冒険遊び場協会会長、障害児ホリデイクラブ会長（1944年 - 1950年）などを歴任。第二次世界大戦後は、ヨーロッパ、中東のUNICEF連絡将校を担った。

## 著書
- 『Adventure Playgrounds』(1961) （単著）
- 『 Design for Play 』(1965) （単著）
- 『Planning for Play』(1968)（単著）
- 『都市の遊び場』（1973）（単著・鹿島出版）
- 『Memoirs of an Uneducated Lady』(1975)（共著・Thames & Hudson Ltd）